# Ložec
Ložec je naselje v Občini Osilnica.